# Bougrino
Bougrino (en russe : Бугрино) est un village de Russie située dans l'île Kolgouïev, en Nénétsie.

## Géographie
Le village est situé dans le sud de l'île Kolgouïev, au bord de la mer de Barents.

## Climat
Bougrino possède un climat subarctique ; les hivers sont longs avec des températures basses tandis que les étés sont courts et frais.

## Histoire
En 1767, des vieux-croyants s'installent à l'emplacement de l'actuel Bougrino mais meurent tous du scorbut un an plus tard.
La colonie de Bougrino est officiellement fondée le 18 août 1875.

## Population
La population se compose principalement de Nénètses.
| 1926 | 1999 | 2002 | 2010 | 2011 | 2012 |
| ---- | ---- | ---- | ---- | ---- | ---- |
| 6    | 425  | 400  | 424  | 436  | 409  |

| 2013 | 2014 | 2015 | 2016 | 2017 | - |
| ---- | ---- | ---- | ---- | ---- | - |
| 408  | 404  | 407  | 416  | 417  | - |

## Économie
L'occupation principale de la population est l'élevage de rennes et la pêche.

## Transports
L'accès à Bougrino est possible en hélicoptère Mil Mi-8 une fois par semaine à partir de Narian-Mar.

## Personnalité
- Philippe Nikititch Ardeev (1940-2018), enseignant, explorateur et ethnographe, y est né.